# Schack von Staffeldt

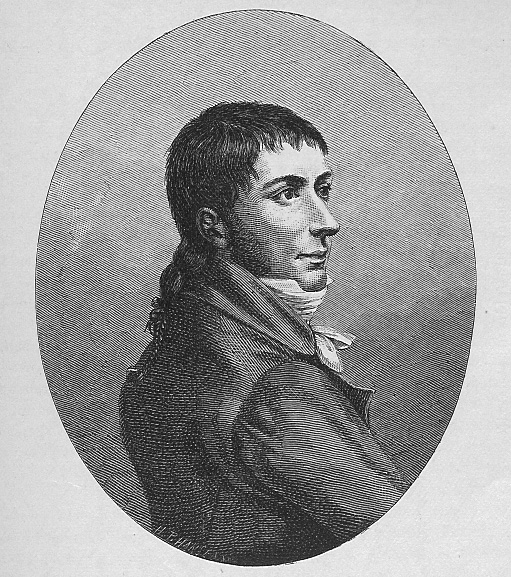
Schack von Staffeldt.

Adolph Vilhelm Schack (von) Staffeldt, född den 28 mars 1769 i Garz på Rügen, död den 26 december 1826, var en dansk skald och ämbetsman, son till en pommersk adelsman, som varit dansk officer. Han tillhörde samma släkt som Bernhard Ditlef von Staffeldt.
von Staffeldt blev 1786 fänrik, men studerade 1791-93 i Göttingen statsvetenskap och konsthistoria och övergav efter sin utrikesvistelse 1796-1800 den militära banan för att 1801 bli assessor i kommerskollegiet, 1808 kammarjunkare vid hovet i Kiel och 1810 amtman i Holstein samt 1813 i Gottorp amt (Syd-Slesvig), en bana, som inte heller tillfredsställde honom, trots att han var en utomordentligt samvetsgrann ämbetsman. 
von Staffeldt kände sig som dansk trots sin tyska börd och deltog redan 1789 i en litterär-samhällelig polemik mellan danskt och tyskt tänkesätt, där han häftigt tog parti mot de invandrade tyskarna. Hans liv blev ett martyrium för denna hans kärlek till danskheten. I vardagslag, i brev och dagböcker använde han nästan uteslutande tyska språket - under sin stora utländska resa och efter 1808 skrev han ypperliga dikter på tyska -, men han ville dock framför allt vara dansk och författade 1788-1808 omkring 500 danska dikter, företrädesvis lyriska och därav många sonetter. 
Han utsände två samlingar Digte 1803 och 1808, men de förblev obeaktade av läsvärlden, en för von Staffeldt bitter missräkning, som slutligen hämmade hans verksamhet som dansk skald och säkerligen bidrog att stegra hans alltifrån ungdomen framträdande tungsinne till djup pessimism och människofientlighet. Efter mycken strid och strävan med språket, som ju inte var hans modersmål, nådde von Staffeldt fram till en i stort sett fullgiltig form, men ställdes helt och hållet i skuggan av Öhlenschläger. 
Han var den danska litteraturens mest utpräglade romantiker, fullkomligt införlivad med Friedrich von Schellings och Novalis idévärld och ton. Symbolisk och mystisk, är hans diktning uttryck för en stolt, ensam natur, som i världsfrämmande, abstrakt, psykologiskt fördjupad, stämningsmättad konst söker sitt personliga uttryck. Dikter av von Staffeldt är i stort antal tolkade till svenska, tidigast av J.H. Kellgren.
F.L. Liebenberg utgav von Staffeldts Samlede digte (2 band, 1843), därefter ett mindre urval (1855) och ett fylligare, omfattande mer än hälften av hans diktning (1882), samt "Samlinger til Schack von Staffeldts levned" (2 band, 1846-51), varibland hans Rejsedagbøger. Ett mindre urval utkom 1902. En studie över von Staffeldt finns i Georg Brandes "Samlede skrifter" (I).